# Hiroshi Amano
Hiroshi Amano (Hamamatsu, 11 de setembro de 1960) é um físico japonês.  Foi laureado com o Nobel de Física de 2014, em conjunto com Isamu Akasaki e Shuji Nakamura, pela invenção de diodos azuis emissores de luz que permitiram fontes de luz brilhantes e economizadoras de energia.
Hiroshi Amano obteve em 1983 um bacharelado em engenharia e em 1985 um mestrado em engenharia na Universidade de Nagoya, onde também obteve um doutorado em 1989. De 1988 e 1992 foi pesquisador associado da Universidade de Nagoya, e em 1992 aceitou um chamado da Universidade Meijō como professor associado, onde tornou-se professor ordinário em abril de 2002. Desde 2010 é professor da Graduate School of Engineering da Universidade de Nagoya.